# Fredrik Lööf
Fredrik Lööf (* 13. Dezember 1969 in Kristinehamn) ist ein schwedischer Segler.

## Erfolge
Fredrik Lööf nahm an sechs Olympischen Spielen teil. Zunächst startete er in der Bootsklasse Finn-Dinghy, in der er 1992 in Barcelona und 1996 in Atlanta jeweils den fünften Platz belegte. Bei den Olympischen Spielen 2000 in Sydney erreichte er mit 47 Punkten den dritten Rang und gewann somit hinter Iain Percy und Luca Devoti die Bronzemedaille. Anschließend wechselte er in die Bootsklasse Star und wurde 2004 in Athen mit Anders Ekström Zwölfter. Vier Jahre darauf in Peking gelang ihnen mit 53 Punkten zwar der Sprung in die Medaillenränge, hatten aber gegen die punktgleichen Brasilianer Bruno Prada und Robert Scheidt bei der Vergabe der Silbermedaille das Nachsehen, da diese im abschließenden medal race als Dritte vor den Schweden ins Ziel kamen, die Zehnte wurden. Damit erhielten Lööf und Ekström die Bronzemedaille. Der größte olympische Erfolg gelang Lööf schließlich 2012 in London. Gemeinsam mit Max Salminen wurde er mit insgesamt 32 Punkten vor dem britischen und dem brasilianischen Boot Olympiasieger.
Bei Weltmeisterschaften gewann Lööf insgesamt zehn Medaillen, davon sieben im Finn-Dinghy und drei im Starboot. Im Finn-Dinghy gelang ihm 1994 in Pärnu, 1997 in Danzig und 1999 in Melbourne der Titelgewinn, im Starboot 2001 in Medemblik und 2004 in Gaeta. 2001, 2002 und 2004 wurde er im Starboot zudem Europameister.